# Gamalero
Gamalero es una localidad y comune italiana de la provincia de Alessandria, región de Piamonte, con 804 habitantes.

## Evolución demográfica
| Gráfica de evolución demográfica de Gamalero entre 1861 y 2001 |
|                                                                |
| Fuente ISTAT - elaboración gráfica de Wikipedia                |

## Gamaleresi célebres
- Luis Tiberti

- Datos: Q17365
- Multimedia: Gamalero / Q17365